# Baskara Bakti
Baskara Bakti is een bestuurslaag in het regentschap Bangka Tengah van de provincie Bangka-Belitung, Indonesië. Baskara Bakti telt 1792 inwoners (volkstelling 2010).